# Batman & Robin (film)
Batman & Robin är en amerikansk actionfilm som hade biopremiär i USA den 20 juni 1997, i regi av Joel Schumacher. Filmen bygger på DC Comics seriefigur Batman. Filmen är den fjärde och sista i serien av Batman-filmer som påbörjades med Batman från 1989.

## Handling
I filmen kämpar Batman och Robin mot tre olika superskurkar: Mr Freeze, Poison Ivy och Bane. De får hjälp av Batgirl. Alfred blir sjuk och Bruce Wayne (Batman) måste hitta ett botemedel.

## Om filmen
Filmen är uppföljare till Batman (1989), Batman – återkomsten (1992) och Batman Forever (1995).
I den här filmen introduceras rollfiguren Batgirl i filmserien. Hon är här systerdotter till butlern Alfred, medan hon i såväl den tecknade serien som den klassiska tv-serien är dotter till polischef Gordon.
Val Kilmer skulle åter ha spelat Batman, som han gjorde i föregångaren två år tidigare, men tackade nej. Schumacher påstod att Kilmer snarare ville ha en roll i filmen The Island of Dr. Moreau eftersom skådespelarlegenden Marlon Brando spelade titelrollen i den filmen. Kilmer menade att han inte kunde återvända på grund av datumkonflikter med filmen Helgonet han spelade med i.

## Rollista (i urval)
- Arnold Schwarzenegger – Doktor Vixtor Fries / Mr Freeze
- George Clooney – Bruce Wayne / Batman
- Chris O'Donnell – Dick Grayson / Robin
- Uma Thurman – Doktor Pamela Isley / Poison Ivy
- Alicia Silverstone – Barbara Wilson / Batgirl
- Michael Gough – Alfred Pennyworth
- Pat Hingle – Kommissarie James Gordon
- Elle Macpherson – Julie Madison
- John Glover – Doktor Jason Woodrue
- Jeep Swenson – Bane
- Michael Reid MacKay – Antonio Diego
- Vivica A. Fox – Ms. B. Haven
- Vendela Kirsebom – Nora Fries
- Elizabeth Sanders – Gossip Gerty
- Michael Paul Chan – Doktor Lee

## Kritik
Filmen ansågs av många kritiker som den sämsta Batmanfilmen, vilket resulterade i ett uppehåll i filmserien Batman. År 2005 gavs Batman Begins, en omstart på filmerna om Batman, ut. Den filmen regisserades av Christopher Nolan och fick bra kritik. Omstarten resulterade i två uppföljare, The Dark Knight som hade premiär 2008 och The Dark Knight Rises från 2012. Alla tre regisserades av Nolan och Bruce Wayne/Batman spelades då av Christian Bale i alla tre.

### Fotnoter
1. ↑  ”Batman and Robin” (på engelska). Box Office Mojo. 20 juni 1997. http://www.boxofficemojo.com/movies/?id=batmanrobin.htm. Läst 9 september 2016.